# Dictionnaire québécois-français : pour mieux se comprendre entre francophones
 (décembre 2024).
Si vous disposez d'ouvrages ou d'articles de référence ou si vous connaissez des sites web de qualité traitant du thème abordé ici, merci de compléter l'article en donnant les références utiles à sa vérifiabilité et en les liant à la section « Notes et références ».
Pour les articles homonymes, voir DQF.
Le Dictionnaire québécois-français (DQF), dont le sous-titre est « pour mieux se comprendre entre francophones », est un dictionnaire bidialectal français du Québec-français de France et français international rédigé par le linguiste Lionel Meney et paru en 1999. 
Le sous-titre de l’ouvrage explicite l’objectif de l’auteur : favoriser l’intercompréhension entre francophones parlant différentes variétés de français en rédigeant un dictionnaire différentiel à l’intention des Québécois et des non-Québécois.
La première édition est finaliste du Prix Marcel-Couture du Salon du livre de Montréal.
L'ouvrage a été un succès de librairie et a connu une seconde édition « revue et corrigée » en 2003. C'est à cette occasion qu'il a fait l'objet de vives critiques de la part de linguistes québécois.

## Conception de l'ouvrage

### Corpus
Paru en 1999, le DQF est rédigé sur la base d’un corpus de textes dont la provenance est détaillé à la fin de l'ouvrage. Ce corpus est composé de textes littéraires. Il comprend des pièces de théâtre, des romans, de la poésie et des chansons d’auteurs québécois comme Victor-Lévy Beaulieu, Yvon Deschamps, Richard Desjardins, Réjean Ducharme, Germaine Guèvremont, Plume Latraverse, Félix Leclerc, Raymond Lévesque, Doris Lussier, Gaston Miron, Luc Plamondon, Michel Rivard, Gabrielle Roy, Félix-Antoine Savard, Michel Tremblay et Gilles Vigneault. Il est aussi composé d’articles de presse tirés de journaux comme Le Devoir, La Presse, Le Soleil, Le Droit et Voir. Ont aussi été utilisé des ouvrages scientifiques et techniques, ainsi que des émissions de télévision.
Meney a donc puisé dans une grande variété de styles et de registres. Cependant, aucune indication n'est donnée sur la quantité de textes traité au sein de ces diverses sources.

### Nomenclature
Le DQF propose une nomenclature d’environ 9 000 à 10 000 entrées. 
Pour figurer dans la nomenclature ont été retenus : 
- les termes qui ne s’emploient pas en français de France ou en français de référence (par exemple, l’amérindianisme achigan, l’anglicisme chum, l’archaïsme blé d’Inde, le dialectalisme gosser, la création épluchette) ;
- les termes qui s'emploient en français de France ou en français de référence, mais avec des caractéristiques morphosyntaxiques différentes (par exemple autobus, féminin en français québécois populaire ; culottes, qui s’emploie au pluriel en français québécois populaire ; partir qch., transitif direct en français québécois populaire) ;
- les mots qui s’emploient en français de France ou en français de référence, mais avec une acception différente (par exemple, bêtises à côté d’injures, méchancetés, comme dans dire des bêtises à qqn, bleuet à côté de myrtille, déjeuner, dîner et souper à côté de petit-déjeuner, déjeuner et dîner en français de référence) ;
- les mots qui s’emploient en français de France ou en français de référence, mais avec une fréquence différente (par exemple, présentement, possiblement, tenir pour acquis) ;
- les mots qui s’emploient en français de France et en français québécois, mais sont absents des dictionnaires courants ou sont incorrects (par exemple, certains emplois d’alors que, de malgré que + subjonctif, de l’adjectif disponible).

### Orthographe
Les variantes orthographiques de certains termes québécois, en particulier ceux empruntés à l’anglais, dont l’orthographe a été plus ou moins adaptée à la prononciation française, sont notées. Par exemple, slush, sloche, slotche (neige fondante).

### Grammaire
Les différences de genre sont notées. C’est le cas, en français québécois populaire, de nombreux mots commençant par une voyelle comme une autobus, une ascenseur, une hôpital. C’est le cas aussi des termes terminés par une consonne empruntés à l’anglais comme une business, une job, une sandwich.
Les différences de nombre sont notées comme aller à l’urgence (aller aux urgences), prendre une vacance (prendre des vacances), bureau des ventes (bureau de vente).
Les différences dans la construction des verbes sont notées. Différences de transitivité (partir une chicane), différences de voix (Avez-vous été répondu ?).
Un accent particulier est mis sur les différences dans les combinaisons de termes ou cooccurrences ou collocations, souvent sous l’influence de l’anglais. Par exemple, rencontrer les conditions (remplir les conditions), rencontrer un critère (satisfaire à un critère), rencontrer la demande (répondre à la demande), rencontrer des dépenses (faire face à des dépenses), rencontrer les besoins (satisfaire aux besoins), rencontrer les objectifs (atteindre les objectifs).
Les différences dans l’emploi des prépositions sont également notées. Par exemple dans l’emploi de la préposition sur (sièger sur un comité, voyager sur un autobus, être sur le téléphone).

### Phraséologie
Dans le DQF, la phraséologie propre au français québécois est bien représentée, comme, par exemple, son chien est mort (il n’a plus aucune chance), ce n’est pas la tête à Papineau (il n’est pas très intelligent), le chat est sorti du sac (la vérité a éclaté au grand jour).

### Aspect lexiculturel
Le DQF est aussi un dictionnaire lexiculturel qui donne des renseignements sur les expressions imagées liées à la culture québécoise. Par exemple, il explique l’origine d’expression comme la tête à Papineau, la grande noirceur ou le beau risque. 

### Exemples de correspondances entre le français du Québec et le français de France
Dans cette liste, à titre d'illustration, il n’est donné qu’un seul équivalent. En réalité, il peut y en avoir plusieurs selon la situation de communication.
- atoca : canneberge
- blé d’Inde : maïs
- bleuet : myrtille
- briser un record : battre un record
- chum : copain
- en avoir plein son casque : en avoir ras la casquette
- le chat est sorti du sac : on a dévoilé le pot au rose
- son chien est mort : il est cuit
- condominium : appartement (en copropriété)
- déjeuner : petit-déjeuner
- détour : déviation
- dîner : déjeuner
- gosser : tailler (au couteau)
- lunch : déjeuner
- manquer le bateau : rater le coche
- partir un commerce : ouvrir un commerce
- placoter : papoter
- possiblement : il est possible que
- présentement : actuellement
- séance régulière : séance ordinaire
- slush  : neige fondante
- souper : dîner
- siéger sur un comité : siéger à un comité
- sucette : suçon
- suçon : sucette
- aller à l’urgence : aller aux urgences
- prendre une vacance : prendre des vacances
- avoir son voyage : avoir sa claque

## Récompenses
Le dictionnaire est finaliste du Prix Marcel-Couture.

## Réception
L'ouvrage est un succès de librairie au Québec, et une seconde édition, « revue et corrigée », sera publiée en 2003. L'ouvrage et sont auteur feront l'objet de vives critiques de la part de linguistes québécois, alimentant le débat sur la norme du français québécois.
En réponse aux critiques qui lui sont adressées, Meney publie notamment Polémique à Propos du Dictionnaire Québécois-français (Guérin, 2002).